# Patlidžan
Patlidžan (lat. Solanum melongena) ili balancana je trajnica iz roda Solanum. Areal rasprostranjenja ove vrste obuhvaća istočnu Indiju i Šri Lanku, ali je ranom domestifikacijom proširen najprije na područje istočne Azije, Mediterana i Europe, a kasnije i na američke kontinente. Uzgaja se zbog plodova koji se koriste kao povrće.

## Opis biljke
Patlidžan je višegodišnja zeljasta biljka visoka do 70 cm, s razgranatim stablom koje ponekad nosi trnove. Listovi su veliki, s dugačkim lisnim drškama, do 15 cm dugi i do 10 cm široki. Cvjetovi se nalaze u pazuhu listova, pojedinačni su ili rjeđe u manjim cvatovima. Plod je bobica, najčešće ljubičasto-plave boje, ali može biti i zelena, žuta ili bijela.

## Slike
- Habitus
- Cvijet
- Uzdužni presjek ploda

## Vanjske poveznice
- Patlidžan u bazi podataka "Biljke za budućnost"
- -Solanum melongena L.- — fotografije, primjerci iz herbarija, taksonomski status i sinonimi